# 濱谷白雨
濱谷 白雨（はまや はくう、明治19年1月28日（1886年） – 昭和40年（1965年）5月9日）は、大正から昭和前期時代にかけての日本画家。本名栄次郎。帝国絵画協会、国民美術協会評議員を歴任。

## 経歴
1886年（明治19年）富山県婦負郡四方町（現富山市）に生まれる。1900年富山県工芸学校（現富山県立高岡工芸高等学校）へ入学、1902年中島秋圃が同校に赴任すると秋圃宅に下宿して日本画の教授を受ける。1905年東京美術学校日本画科に進み、寒声の号で雑誌の挿絵を画く。1910年同校師範科に進む。当初は結城素明、後に紹介推薦で川端玉章の門に入るも画風に疑問をもち脱退する。その後寺崎広業に師事し、和漢の古画の模写に努める。白雨と号す。1912年9月結婚。
1913年第7回文展に「夏雨」を初出品初入選褒賞受賞となり、識者の間で非常に高く評価され、ある新聞の美術評は「今回の文展は一般に低調であるが夏雨によって救われている。」と激賞される。華やかなデビュー作となり、文部大臣牧野伸顕が買い上げ、さらには某宮家に献上となり、若い画家の間には「白雨風」と称して、この画風を真似る者も出てくるといった有様だった。近藤浩一路は感を受け白雨から墨の奥深さを説き、水墨画を描き始めるきっかけとなる。1914年横山大観から創設間もない再興院展への参加を誘われ、意多いに動いたが、師の寺崎広業に反対され断念。同年の文展は出品せずに翌年の第9回文展に「麓の村」を出品し入選となる。
1916年、東京美術学校事件が起るも深入りを避け旅行に出るが、7月に郷土では「麓の村」の再入選で湧き富山市にて一大画会を催し、後援者が集まったが、声援は有難いが売り絵を書くことに気が進まぬ様子で、後援者の金銭トラブルもあり精神的苦痛を受ける中で10月、古今になき筆法で自信作「秋の山」を文展に出品するも落選。その審査員の中には評価する人もいたが師の寺崎広業が「これはもう、落選させなくちゃいかん」と主張した、というようなことを後で聞く。文展に対する不信感を強め、脱官展を決意。翌年に画壇が好む万人受けの筆法で華麗な屏風の大作「花畑」を出品し入選。落選して辞めるのではなく、「入選する程度の絵ならば何時でも描ける」ということを自分にも納得させるための出品であり「秋の山」は文展に対して白雨が仕掛けた「踏絵」であり、文展はこれを踏まなかった。
以後、文展には出品せず、また画壇とも関係を断ち、画商を近づけず画会を行わず独り我が道を歩む孤高の道を歩む。自由自在に彩管を振い「朝顔」、「猫図」などを制作。大胆素直に物の本質に迫る強さ、格調の高さ、表現の独自性は余人の追随を許さない。ところが1920年頃から持病のトラコーマが急速に悪化し、1926年には失明状態となり両眼とも手術を行う。この眼病での空白の数年間、小康を得て時間をすべて書を読む、書を習う、名品を観るの3点に集中した。これを境に制作した「唐獅子」、「山八幡」の作品の客観性は以前の絵にないものになる。また、寒山、良寛の研究を続け生き方に傾倒して1935年家族から離れて独り故里の四方に移り心機一転して制作に励むも周囲と世間的交流を断ち次第に老荘思想への強い傾倒は仙人暮しとなっていく。「幽居図」、「閑静」などの作品が俄に多くなってくる。
1945年4月、四方町は大火に見舞われ放浪となる。旧師の中島秋圃を頼って高岡へ移り、高岡市大町の法光寺に寄宿し、1950年10月には伏木国分の喜笛庵に移る。この頃から下絵までで画意を満ち得るとし、完成図を画かなくなる。また、彫刻家の米治一ほか数人の尊崇者の家を飄々と歩き仙人化する。1956年身体が弱まったこともあり、山の喜笛庵から町のある高岡市和田中町と転々。1958年に帰京するも翌年再び四方町に来て「春鴦秋鹿図屏風」画きあげ絵の絶筆となる。帰京後の晩年は仏典と和漢の詩歌や哲学書を読むのみの生活を送り、1964年「望廬山瀑布の図」が書の絶筆となり、1965年6月26日、東京目黒の自宅で没。

## 逸話
- 「禅人禅を知らず、画人画を知らず」

白雨が川端玉章の門を脱退した時に書き置きした破門の言葉。のちに彫刻家の米治一が頼んで書いて貰った書が残る。
- 骨董屋の先生

東京の日本橋の骨董屋「自在屋」の美術商（富山県氷見市出身）が高岡市大町の法光寺の床の間の白雨の鯰の絵に惚れ込み、半日眺めていた。画家に会わせろと住職にせがむも画商を寄せ付けない白雨でしたので断り続けますが毎日、毎週訪問するので住職は仕方なく会わせることになる。尊崇者として以後絵画、焼き物などを持ち込んでは白雨に鑑定依頼をした。

## 作品
| 作品名                         | 技法     | 形状         | 寸法（縦x横cm） | 年代              | 備考                   |
| ------------------------------ | -------- | ------------ | --------------- | ----------------- | ---------------------- |
| 松林富獄                       | 紙本着色 | 六曲一隻屏風 | 156.0x335.0     | 明治末期          |                        |
| 烟雨                           | 絹本着色 | 軸           | 110.0x170.0     | 大正元年          |                        |
| 晩秋                           | 絹本着色 | 軸           | 127.0x42.0      | 明治末期-大正初期 | 高岡市美術館出展作     |
| 漁村                           | 絹本墨彩 | 軸           | 98.0x35.0       | 大正2年           |                        |
| 夏雨                           | 紙本墨彩 | 軸           | 137.0x68.0      | 大正2年           | 第7回文展入選作        |
| 収穫                           | 絹本墨彩 | 軸           | 107.0x35.0      | 大正2年           |                        |
| 麓の村                         |          |              |                 | 大正4年           | 第9回文展入選作        |
| 竹林書屋図                     | 絹本着色 | 軸           | 108.0x40.0      | 大正年間          |                        |
| 五聖図 下絵                    | 紙本着色 | 軸           | 107.0x35.0      | 大正初期          |                        |
| 秋の山                         | 紙本墨彩 | 軸           | 180.0x91.0      | 大正5年           | 第10回文展出品作       |
| 花畑                           |          | 六曲一双屏風 |                 | 大正6年           | 第11回文展入選作       |
| 千住所見                       | 絹本着色 | 軸           | 111.0x42.0      | 大正年間          |                        |
| 朝顔                           | 紙本着色 | 軸           | 134.0x32.0      | 大正8年           |                        |
| 猫図                           | 紙本墨彩 | 軸           | 126.0x28.0      | 大正8年           | 高岡市美術館出展作     |
| 支那風景                       | 絹本墨彩 | 軸           | 128.0x42.0      | 大正年間          |                        |
| 道すがら                       | 絹本着色 | 軸           | 142.0x50.0      | 大正年間          | 高岡市美術館出展作     |
| 山景図                         | 紙本墨彩 | 軸           | 134.9x33.6      | 大正-昭和初期     | 高岡市美術館蔵         |
| 唐獅子                         | 絹本着色 | 六曲一双屏風 | 160.0x334.0     | 昭和5年           | 作品集巻頭カラー掲載   |
| 寒月                           | 絹本墨彩 | 軸           | 127.0x42.0      | 昭和初期          | 高岡市美術館出展作     |
| おしどり                       | 絹本着色 | 軸           | 145.0x50.0      | 昭和初期          | 高岡市美術館出展作     |
| 蕗臺図                         | 絹本墨彩 | 軸           | 58.0x83.0       | 昭和10年代        |                        |
| 霜露                           | 絹本着色 | 軸           |                 | 昭和10年          |                        |
| 松林居図                       | 絹本着色 | 軸           | 141.0x51.0      | 昭和10年代        | 高岡市美術館出展作     |
| 雉子図                         | 絹本着色 | 軸           | 126.0x42.0      | 昭和10年代        |                        |
| 櫻に雉子                       | 絹本墨彩 | 軸           | 126.0x43.0      | 昭和10年代        |                        |
| 桃源図                         | 紙本墨彩 | 軸           | 133.0x32.0      | 昭和10年代        |                        |
| 神農図                         | 絹本着色 | 軸           | 117.0x41.0      | 昭和10年代        |                        |
| 梅花図                         | 紙本着色 | 二曲一双屏風 | 170.0x340.0     | 昭和10年代        |                        |
| 草花                           | 紙本着色 | 六曲一双屏風 | 77.0x480.0      | 昭和21年          |                        |
| 春光                           | 絹本着色 | 軸           | 133.0x42.0      | 昭和20年代        |                        |
| 神木                           | 絹本着色 | 軸           | 128.0x44.0      | 昭和20年代        |                        |
| 白蓮白鷺図                     | 絹本着色 | 軸           | 137.0x50.0      | 昭和20年代        |                        |
| 鯰図                           | 絹本墨彩 | 軸           | 127.0x42.0      | 昭和20年代        | 高岡市法光寺蔵         |
| 双鴨図                         | 絹本着色 | 軸           | 125.0x42.0      | 昭和20年代        |                        |
| 桜楓図                         | 紙本墨彩 | 二曲一双屏風 | 156.0x160.0     | 昭和20年代        |                        |
| 禅人禅を知らず、画人画を知らず |          |              |                 | 昭和20-25年頃     | 米家蔵                 |
| 孔雀図                         |          | 軸           |                 |                   | ギャラリー国立出展作   |
| 立山                           |          | 軸           |                 |                   | ギャラリー国立出展作   |
| 潮干狩り                       |          | 軸           |                 |                   | ギャラリー国立出展作   |
| 朝顔図飾皿                     |          | 陶器         | 口径21.0        | 昭和23年          | 米治一胎造、白雨絵付   |
| 游鯉文水指                     |          | 陶器         | 口径7.0         | 昭和20-25年頃     | 米治一胎造、白雨釘彫絵 |
| 春鴦秋鹿図                     | 紙本着色 | 六曲一双屏風 | 170.0x696.0     | 昭和34年          | 絵図の絶筆             |
| 望廬山瀑布                     |          |              |                 | 昭和39年          | 書の絶筆               |

## 没後の企画展示・講演
- 「濱谷白雨展」 高岡市美術館 1978年11月/富山県高岡市
- 「濱谷白雨展」 篁牛人記念美術館 1992年9月10日～10月11日/富山県富山市　日数27日、総数4004人
- 濱谷白雨展記念講演会 「濱谷白雨の人と芸術」 定塚武敏（前高岡市立美術館館長/富山県民会館 1992年9月19日/富山県富山市
- 「－孤高の画仙人－　没後五十年 濱谷白雨作品展」 ギャラリー国立 2015年6月/東京都国立市）[2]

## 書籍
- 『濱谷白雨作品集』 濱谷道也 1979年 （500部限定 非売品）[3]
- 『濱谷白雨展』 富山市教育委員会 1992年